# Edelgaskonfiguration
Die Edelgaskonfiguration (seltener auch Edelgaszustand) bezeichnet eine Elektronenkonfiguration eines Atoms oder auch eines Ions, die der Elektronenkonfiguration des Edelgases der jeweiligen Periode oder der vorherigen Periode entspricht. Edelgaskonfigurationen sind energetisch besonders stabil, so dass viele chemische Reaktionen so verlaufen, dass Edelgaskonfigurationen gebildet oder erhalten werden. Das ist die Aussage der Edelgasregel. Demnach streben Wasserstoffatome die Konfiguration des Heliums mit zwei Elektronen an. Abgesehen von diesen Elementen der ersten Periode ist für die meisten Hauptgruppenelemente eine Konfiguration mit 8 Valenzelektronen energetisch günstig. Das ist die Aussage der Oktettregel. Für Nebengruppenelemente gilt stattdessen die 18-Elektronen-Regel.
Atome oder Ionen mit Edelgaskonfiguration sind besonders stabil und neigen wenig dazu, Elektronen abzugeben oder aufzunehmen.

## Erreichen der Edelgaskonfiguration

### Edelgase
Die Edelgase haben im elementaren Zustand bereits ihre Edelgaskonfiguration, sie sind deshalb auch im elementaren Zustand einatomig und bilden nur in Ausnahmefällen Edelgasverbindungen.

### Edelgaszustand bei Ionen
Diese Edelgaskonfiguration kann auch von einem Atom erreicht werden, indem es Elektronen aufnimmt oder abgibt, wodurch es zum geladenen Ion wird. Dabei entsteht eine chemische Verbindung mit einer Ionenbindung mit demjenigen Partner, von dem die aufgenommenen Elektronen stammen oder an den sie abgegeben wurden. Es werden so viele Elektronen aufgenommen oder abgegeben, bis die Edelgaskonfiguration erreicht ist, d. h. bis alle Elektronenschalen vollständig mit Elektronen besetzt sind.
Beispiel:
Magnesium gibt zwei Elektronen ab und wird zu einem doppelt positiv geladenen Magnesium-Ion, das dadurch mit 10 Elektronen (8 Valenzelektronen) die Elektronenkonfiguration von Neon erreicht:
{\displaystyle \mathrm {{Mg}\longrightarrow {Mg}^{2+}+2\ {e}^{-}} }
Werden diese beiden Elektronen zum Beispiel an ein Sauerstoff-Atom abgegeben, dem im elementaren Zustand zwei Elektronen zur Edelgaskonfiguration fehlen, so wird es hierdurch zum Sauerstoffion und erreicht ebenfalls die Elektronenkonfiguration von Neon mit 10 Elektronen (8 Valenzelektronen): 
{\displaystyle \mathrm {{O}+2\ {e}^{-}\longrightarrow {O}^{2-}} }
So entsteht, unter starker Energieabgabe in Form von Wärme (also eine exotherme Reaktion), die chemische Verbindung MgO (Magnesiumoxid):
{\displaystyle \mathrm {{Mg}^{2+}+{O}^{2-}\longrightarrow {MgO}} }
Sie wird von den beiden starken positiven und negativen Ladungen zusammengehalten und ist infolge der von jedem der beiden Atome erreichten Edelgaskonfiguration äußerst stabil. 
Weil elementarer Sauerstoff als zweiatomiges Molekül vorkommt, wird die Gesamtreaktionsgleichung korrekt mit je zwei Atomen Mg und O formuliert (siehe Stöchiometrie): 
{\displaystyle \mathrm {2\ Mg+O_{2}} \longrightarrow \mathrm {2\ MgO} }
In solchen zusammenfassenden Gleichungen werden häufig keine Ladungen dargestellt, so dass daraus zwar die exakten Mengenverhältnisse hervorgehen, aber keine direkten Hinweise ersichtlich sind für die Ursachen des Reaktionsablaufs, das energetische Verhalten oder das Erreichen der Edelgaskonfiguration.
Beispiel Chlor und Chlorid:
|                                            | Anzahl Protonen | Anzahl Elektronen | Valenzelektronen |
| Atom Cl                                    | 17              | 17                | 7                |
| Ion Cl− im Edelgaszustand                  | 17              | 18                | 8                |
| Atom des Edelgases Argon im Edelgaszustand | 18              | 18                | 8                |

### Edelgaszustand bei Molekülen
Bei der Bindung in Molekülen wird der Edelgaszustand der beteiligten Atome erreicht, indem Elektronenpaare aneinander gebundener Atome beiden Atomen gemeinsam angehören. Diese zu beiden Atomen gehörenden Elektronenpaare sind bindend und werden bei der Betrachtung der Elektronenkonfigurationen der beteiligten Atome doppelt gerechnet und in diesem Sinne für das Erreichen der Edelgaskonfiguration gemeinsam genutzt. Beispielsweise hat im Wasserstoffmolekül H2 jedes Wasserstoffatom die Heliumkonfiguration, da im Molekül H—H sowohl das 'linke' als auch das 'rechte' Atom zwei Elektronen zu seiner Elektronenschale zählen kann.

### Edelgaszustand bei Metallen
Bei der Metallbindung geben alle beteiligten Metallatome Elektronen ab. Die verbleibenden positiv geladenen Metallionen werden auch „Atomrümpfe“ genannt. Sie sind eingebettet in ein aus den abgegebenen Elektronen gebildetes Elektronengas, das das Metallgitter zusammenhält und die gegenseitige Abstoßung der Atomrümpfe verhindert. Im Natriummetall hat jedes Natriumatom ein Valenzelektron an das Elektronengas abgegeben; es erreicht so die Elektronenkonfiguration des Neons. Das im Periodensystem neben dem Natrium stehende Magnesium muss zwei Valenzelektronen an das Elektronengas des Metallgitters abgeben, um die Konfiguration des Neons zu erreichen, das Aluminium drei. Mit der zunehmenden Ladung der Atomrümpfe kann die starke Zunahme der Gitterenergie und die deutliche Abnahme der Metallatomradien in der Reihe Natrium – Magnesium – Aluminium erklärt werden.